# Sorella gegant
La sorella gegant (Caranx ignobilis) és un peix teleosti de la família dels caràngids i de l'ordre dels perciformes.

## Morfologia
Pot arribar als 170 cm de llargària total i als 80 kg de pes.

## Distribució geogràfica
Es troba des de les costes del Mar Roig i de l'Àfrica oriental fins a les Hawaii, les Illes Marqueses, el sud del Japó i el nord d'Austràlia.